# Zwischentoren
Zwischentoren ist ein Tal in der Region Außerfern in Tirol. Historisch handelt es sich dabei um die Gegend „zwischen den Toren“, also zwischen den Festungen Burg Fernstein am Fernpass im Südosten, Ehrwalder Schanz im Nordosten und Ehrenberger Klause im Westen. Im engeren Sinn versteht man darunter heute das Tal zwischen dem Ehrwalder Becken und dem Reuttener Becken. Das Zwischentoren ist auch Planungsverband.

## Lage und Landschaft
Das Tal verläuft von Südosten nach Nordwesten und trennt die Ammergauer Alpen im Norden von den Lechtaler Alpen im Süden. Bei Lähn (Gemeinde Bichlbach) befindet sich eine Talwasserscheide auf rund 1100 m ü. A. Östlich davon fließt der Lussbach zur Loisach, das Gebiet westlich davon entwässert über den Grundbach zum Heiterwanger See und in weiterer Folge über Plansee und Archbach in den Lech. In der erweiterten Bedeutung zählen auch das Ehrwalder Becken mit seinem zentralen Moorgebiet und die Bergsturzlandschaft nördlich des Fernpasses mit ihren Seen wie dem Blindsee zu Zwischentoren.
Im Bereich um Bichlbach und Lähn wurden Ablagerungen aus dem späten Pleistozän bis frühen Holozän gefunden, die darauf hindeuten, dass am Ende der letzten Eiszeit ein Schmelzwasser-Stausee das ganze Tal bedeckt hat, dessen Reste der Heiterwanger See und der Plansee darstellen.

## Wirtschaft und Verkehr
Zwischentoren ist eine wichtige Verkehrsader, hier führte bereits in der Antike die Via Claudia Augusta hindurch, heute verlaufen hier die Fernpassstraße und die Außerfernbahn. Wirtschaftlich bedeutend ist der Tourismus mit den Anziehungspunkten Heiterwanger See und Zugspitze. Die Landwirtschaft spielt aufgrund der ungünstigen naturräumlichen und klimatischen Bedingungen heute keine allzu große Rolle, die meisten Höfe werden im Nebenerwerb bewirtschaftet.

## Planungsverband
Zum Planungsverband Zwischentoren gehören die Gemeinden Biberwier, Ehrwald und Lermoos im Ehrwalder Becken, Bichlbach und Heiterwang im eigentlichen Tal und Berwang auf dem verbindenden Sattel zum Rotlechtal. Zusammen weisen die sechs Gemeinden 6419 Einwohner (Stand 1. Jänner 2025) und eine Fläche von 244,1 km² (davon 9,3 % Dauersiedlungsraum) auf.